# Lake Nigel
Der Lake Nigel ist ein See im Queenstown-Lakes District der Region Otago auf der Südinsel von Neuseeland.

## Geographie
Der See befindet sich am nordwestlichen Rand der Eyre Mountains, rund 23 km westlich des Lake Wakatipu und rund 33 km südwestlich von Queenstown entfernt. Mit einer Südsüdwest-Nordnordost-Ausrichtung erstreckt sich der rund 13,8 Hektar große See über eine Länge von rund 640 m und misst an seiner breitesten Stelle rund 310 m in Nordwest-Südost-Richtung. Der Lake Nigel liegt auf einer Höhe von rund 870 m und wird vom Lochy River gespeist, der am nördlichen Ende des Sees nach Nordnordosten austritt und nur 270 m weiter den Nachbarsee Lake Ned speist. Der gleiche Fluss entwässert auch den Lake Ned an seinem nördlichen Ende und mündet rund 27 km weiter flussabwärts in den Lake Wakatipu.